# Baga del Bosc
La Baga del Bosc és una obaga del terme municipal de Monistrol de Calders, a la comarca del Moianès.
És al nord-oest de la masia del Bosc, a l'esquerra del torrent de Bellveí, davant per davant, i a migdia, de la Solella de Mas Pujol.